# Poselství Grálu
Poselství Grálu je stěžejní dílo německého spisovatele Oskara Ernsta Bernhardta (1875–1941), píšícího pod pseudonymem Abd-ru-shin. Je to světonázorové dílo na pomezí filosofie a náboženství, vyjadřující se k základním životním otázkám s jejich využitím v každodenním životě. Napsáno bylo v letech 1924–1937.

## Základní myšlenky díla
Hned v úvodu díla Abd-ru-shin zdůrazňuje, že nepřináší nové náboženství, ale že jeho učení má možnost jednotlivec využít v každodenním životě prostřednictvím svých vlastních schopností, které jsou u každého člověka jedinečné.
Ukazuje společné záchytné body různých způsobů chápání pojmu „Bůh“ a „Božství“, aniž by si vzájemně odporovaly, navzdory zcela odlišnému slovnímu vyjádření.
Vykresluje přímou souvislost mezi zřetelně působícími fyzikálními zákony a „vůlí Boží“, vyjádřenou v dosavadních náboženstvích.
Abd-ru-shin také zcela odmítá úlohu církví a náboženských společností všeho druhu, jakožto prostředníka mezi Bohem a lidmi. Nenachází pro to žádné oprávnění.
Autor Poselství Grálu dává vnitřní vzestup jednotlivce vždy do souvislosti pouze s použitím vlastních schopností člověka, k čemuž nezanedbatelně pomáhá prosté chtění dobra.
Zatímco celé Abd-ru-shinovo dílo je protkáno myšlenkami zdůrazňujícími důležitost všestranné samostatnosti člověka a odmítání jakéhokoliv spolkaření a sdružování se do pozemských organizací, objevovaly se již za jeho života v jeho okolí snahy lidí vytěžit z jeho učení pozemský i duchovní kapitál, což se ostatně projevuje dodnes.
Nezaujatý čtenář však brzy pozná, že skutečnou hodnotu pro něj má jen to, co si sám v životě vyzkouší a prožije, což mu nemůže zprostředkovat žádná organizace.
Abd-ru-shin doporučuje, aby při studiu jeho díla čtenáři postupovali přednášku za přednáškou a postupně, jako po pomyslném žebříku, chápali pojmy ve zcela novém světle a zároveň si vše ověřovali v každodenním životě, pečlivě a kriticky zkoumali, a nepřijímali věci bez předchozího úplného pochopení. Jednou z nejvíce odsuzovaných věcí Abdrushinem je právě slepá víra.
Navzdory autorovu nesmlouvavému postoji k církvím, však jako vzor čistého života na Zemi vyzdvihuje právě postavu Ježíše z Nazareta. Ne však z hlediska jeho „nadpozemských“ schopností, ale jeho jasného pohledu na zdánlivě složité životní situace, z nichž v každém případě existuje východisko. Poukazuje, že právě Ježíšova prostá a jasná vyjádření byla tím nejcennějším, co každý člověk může i dnes využít v každodenním životě. Jako například:
- Co člověk zasévá, to desateronásobně sklidí.
- Co nechceš, aby bližní činili tobě, nečiň ty jim.
- Miluj bližního svého jako sebe sama.

## Citáty
- Kdo se nesnaží, aby slovo Páně také správně pochopil, ten se proviňuje!
- Jen ten, kdo se sám pohybuje, může duchovně postoupit kupředu.
- Duchovní chléb osvěžuje bezprostředně. Pravda občerstvuje a Světlo oživuje!
- Cesta k Nejvyššímu je otevřena každému člověku! Učenost není její vstupní branou!
- Kdo má v sobě pevnou vůli k dobru a snaží se dodat svým myšlenkám čistotu, ten již našel cestu k Nejvyššímu!

### Tři základní zákony
Člověku není možné Boha skutečně poznat, může však vycítit a vytušit svého Stvořitele z jeho dokonalé vůle, vložené do světa. Tato vůle má podobu zákonů, podle nichž se řídí celý svět, viditelný svět fyziky stejně jako neviditelné dění, zasahující do lidských osudů. Zákony jsou nezměnitelné a nelze je obejít, člověk je musí poznat a podle nich žít, chce-li žít podle vůle Nejvyššího. Hlavní zákony jsou tři:

#### Zákon přitažlivosti stejnorodého[8]
Stejnorodé se navzájem přitahuje a posiluje. Jestliže člověk pocítí např. závist, přitahuje stejnorodé city a myšlenky závisti jiných lidí, takže nich postupně vzniknou celá centra závisti. Odtud se vlastní závist původce dále posiluje, až nakonec zesílí v konkrétní čin závisti. Člověk tak zůstává spojen stejnorodostí s centrem závisti. Stejným způsobem se posiluje dobré smýšlení, například láska k bližním, a z centra lásky proudí k původci síla, posilující jeho původní láskyplnost. Zákon přitažlivosti stejnorodého tak vlastně zesiluje to, co sám člověk původně chtěl, a pomáhá mu uskutečnit jeho úmysly.

#### Zákon zpětného působení[9]
Co kdo zaseje, to sklidí. Souvisí s předchozím zákonem. Po čase se z centra závisti nebo lásky vrátí k původci zesílené účinky jeho vlastního cítění nebo smýšlení a přinesou mu mnohokrát zesílené plody toho, co dříve zasel. Tak si člověk vytváří svůj budoucí život. Dobré i zlé, jež ho v životě potkává, je následkem jeho dřívějšího jednání a smýšlení. Není to osobně Bohem seslaná odměna nebo trest, ale splnění jeho vlastního směřování, i když mohlo být namířeno k jiným lidem. Když například jinému ublíží, ovlivní zákon zpětného působení někoho v jeho okolí, tak že ublíží zase jemu. Stejně je tomu s pozitivním jednáním. Zákon zpětného působení dává člověku poznat následky jeho cítění, myšlení, mluvení a jednání a tříbit si smysl k rozlišení správného a nesprávného.

#### Zákon tíže[10]
Lehké stoupá vzhůru, těžké klesá. Ve fyzikální oblasti tento zákon řídí uspořádání celého viditelného světa. Kromě tzv. hrubohmotnosti (běžně pozorovaný svět) existují však i úrovně jemnějších druhů hmotnosti, v nichž se pohybují myšlenky, duše zemřelých lidí aj. Dobrým smýšlením a činy se stává člověk lehčím, zlé ho naopak zatěžuje. Zákon tíže umožňuje vysvětlit život člověka po pozemské smrti: smrt není zánik osobnosti, ale jen odložení nejtěžšího obalu – těla, bez něj pak pokračuje člověk v dalším životě v jemnějším druhu těla (přirovnání s odložením kabátu a pobytem jen v košili). Přitom klesne nebo stoupne do takové úrovně, jaká odpovídá jeho lehkosti nebo tíze. Podle toho vypadá i jeho stejnorodé nebo stejně těžké prostředí: např. násilník se po smrti ocitá mezi násilníky a navzájem si spolu ztěžují život; dobrý člověk pokračuje v dalším životě mezi jinými dobrými lidmi.

### Reinkarnace[11]
Poselství Grálu vysvětluje reinkarnaci jako nutný nástroj k duchovnímu uzrávání člověka. Pokud umírá zatížen vinou a „nečistými“ sklony, musí se znovu narodit na zemi, odčinit svá pochybení a pokračovat ve zušlechťování, zdokonalování. Narodí se do takových poměrů, jaké si „vysloužil“ předchozím životem a jaké potřebuje k dalšímu vývoji. Na rozdíl od východních náboženství Poselství Grálu vysvětluje, že člověk zůstává stále člověkem, a vylučuje, aby se inkarnoval jako cokoliv jiného – třeba jako zvíře nebo rostlina.

### Svobodná vůle[12]
Člověk dostal od svého Stvořitele svobodnou vůli k rozhodování o svých záměrech a jednání. Následkům svého rozhodování je však potom již nevyhnutelně podroben, a to podle zmíněných tří zákonů. Může se např. rozhodnout k nepoctivému jednání, kterým uškodí svému bližnímu, ale po čase se k němu vrátí následky takového jednání tak, že sám utrpí mnohem větší škodu; má tak možnost poznat, k čemu se vlastně rozhodl. Stejně je tomu s pozitivním rozhodováním.
Pokud se člověk již narodí do prostředí s omezenou svobodou (třeba do totalitního státu nebo chudé rodiny), pravděpodobně má toto omezení prožít jako následek svého předchozího života; životní tkanivo je však velmi provázané, rozsáhlé, a příčiny mohou být i jiné.

### Smysl života
„Pozemská životní dráha je krátkou školou a odložením těla nenastává pro vás samé konec.“ Zkušenostmi a námahou pozemského života se má člověk stát zralejším, dospělejším, ušlechtilejším a sebe vědomým tvorem. Po smrti pozemského těla má jeho život pokračovat v lehčích a světlejších úrovních a postupně se má dostat do ráje, z něhož kdysi vyšel jako nevědomé lidské seménko, prosící o možnost života. Ráj přitom leží mimo vesmír, v ještě lehčích úrovních, než je veškerá hmotnost.

### Grál
Podle Poselství Grálu není „svatý Grál“ kalich a symbol, o kterém hovoří středověké legendy. Je to místo, ze kterého se rozlila Boží síla do stvoření při jeho vzniku, když Stvořitel projevil svou vůli slovy "Budiž Světlo!" Leží mimo hmotný vesmír. O. E. Bernhardt vysvětluje, že s pokračujícím rozvojem svých schopností má lidstvo dostat i pokračující vědění; k němu náleží mj. i vědění o Grálu.

### Poslední soud
Podle učení Poselství Grálu se dnes nacházíme v období tzv. "posledního soudu". Není dobou zániku světa, ale dobou zrychleného třídění, v níž se zesíleně projevuje všechno, co dosud jen doutnalo nebo dřímalo. Především vlastnosti a jednání lidí. Přírodní i společenské katastrofy vyústí nakonec ve "velkou očistu", odtřídění "zrna od plev", a to přirozeným způsobem podle zákona tíže. Na očištěné Zemi zůstanou jen lidé s vůlí k dobrému smýšlení a jednání a s úctou k Bohu; duše ostatních poklesnou do hutnějších a temnějších úrovní.

## Vztah Poselství Grálu a křesťanství
Poselství Grálu uznává Ježíše jako Syna Božího a Spasitele. Neuznává však ukřižování jako akt smíření s lidstvem a odpuštění jeho hříchů. Autor Poselství Grálu tvrdí, že ukřižování bylo důsledkem odmítnutí jeho učení, nenávisti a intrik tehdejších židovských kněží, podle zmíněných Božích zákonů tedy nemůže vést k žádnému vykoupení. Spásu může přinést jen následování Ježíšových slov a život podle nich. Rovněž s myšlenkou Pavlovou, že člověk nemůže dospět k odpuštění svých hříchů vlastními silami, ale jen prosbou Boha za odpuštění, Poselství Grálu nesouhlasí. Podle zákonů je naopak třeba, aby se člověk sám energicky přičinil, odčiňoval své chyby a zušlechťoval své sklony; teprve pak mu může být pomoženo. Abd-ru-shinova kniha je také silně proticírkevní: církve se vsunuly do role prostředníka mezi Bohem a člověkem a postupně se vyvinuly v politické strany, usilující o vlastní moc, vliv a bohatství. Člověk má poznávat Boha a svět bez prostředníka, vlastní námahou a dospět k vlastním názorům. Jejich správnost nebo chybnost může poznávat pozorováním života kolem sebe a srovnáváním s věděním v Poselství.

## Historie vzniku
Poselství Grálu vznikalo formou přednášek, vydávaných nejprve časopisecky samým autorem. Knižně vyšlo poprvé v roce 1926 pod názvem "Ve světle Pravdy – Nové Poselství Grálu od Abdruschina". Obsahovalo 43 přednášek. O pět let později, v r. 1931, vyšlo znovu jako tzv. Velké vydání (Grosse Ausgabe), rozšířené na 93 přednášek, doplněných o Desatero Božích přikázání. Postupně vznikaly další přednášky, ty vyšly v r. 1934 vyšly v knize "Poselství Grálu doznívá" (Nachklänge zur Gralsbotschaft von Abdruschin, Band I.). Další díl již nemohl být vytištěn vzhledem k politickému vývoji, který ve 30. letech minulého století zasáhl Německo a Rakousko. Ihned po připojení Rakouska k Německé říši v březnu 1938 byl Abd-ru-shin zatčen a jen díky úsilí jeho stoupenců se podařilo zmírnit jeho uvěznění na nucené domácí vězení pod dozorem gestapa.
Podle poválečného Hnutí Grálu byl Abd-ru-shin v posledních letech svého života zklamán vývojem v německém národě i ve světě, přepracoval tedy své Poselství Grálu do novější třísvazkové formy a určil jako platné pro příští časy. Tak vznikl poválečný tvar, zvaný „Vydání poslední ruky“. 

### Sešitové vydání 1937

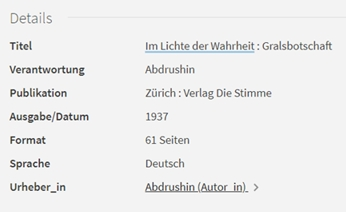
Náhled záznamu o knize Im Lichte der Wahrheit: Gralsbotschaft, Heft 1 z roku 1937 v databázi Zentralbibliothek Zürich

V roce 1937 začal autor nově vydávat Poselství Grálu, a to v sešitové formě. Sešit č. 1 vyšel koncem roku v nakladatelství „Die Stimme“ Curych a byl nabízen účastníkům prosincové slavnosti na Vomperbergu, další už nestačily vyjít. Obsahuje úvod „K doprovodu“ a prvních osm přednášek v pořadí Velkého vydání 1931, ale v textové formě odpovídající převážně dnešnímu třísvazkovému „Vydání poslední ruky“. Další již nestačily vyjít.

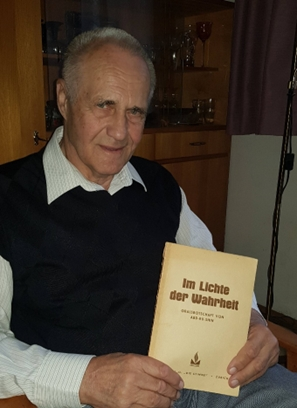
Na návštěvě u E. Wendlanda ve Schwazu 6. 10. 2023

Text sešitu obsahuje 124 změn oproti „Velkému vydání“ 1931, které přešly i do poválečného třísvazkového vydání. Autor se poprvé podepsal Abd-ru-shin namísto dřívějšího Abdruschin, pojem „prostor a čas“ pozměnil na „pozemský pojem prostoru a času,“ škrtl zmínku o událostech posledních let, které musely přijít, přepracoval některé formulace, některá slova nahradil za jiná příbuzná – Wirrwarr (zmatek) za Chaos aj. Největší část tvoří malé změny v textu – změna odstavců, kurzívy, čárek ve větách, malá slovní upřesnění. Tyto změny se pak objevily v poválečném Vydání poslední ruky.
Sešit je důkazem, že Abd-ru-shin už v roce 1937 na Vomperbergu započal s přípravou budoucího nového vydání Poselství Grálu, nikoliv až v Kipsdorfu. Zřejmě tento dokument po léta unikal pozornosti, dnes je celý oskenován na, dříve byl volně dostupný na. Existuje písemně v archivu Stiftung Gralsbotschaft, v klášterní knihovně v Loccumu, Německo, v knihovně v Curychu, nachází se i v soukromých knihovnách.
V současné době tedy lze nalézt Poselství Grálu ve dvou formách – „Velké vydání“ a „Vydání poslední ruky“, obě mají své zastánce:
Stoupenci předválečného „velkého vydání“ považují za autentický pouze předválečný tvar. Zastánci „vydání poslední ruky“ poukazují na autoritu vdovy M. Bernhardtové, která po válce předložila upravené autorovo dílo k vytisknutí, a na skutečnost, že podstatou zůstává pozdější forma stejná, reaguje však na tehdejší duchovní propad Evropy a nesplněná Abd-ru-shinova očekávání.
Dnes je předválečná forma Poselství k dispozici v češtině jednak online, jednak v knižní formě (viz Externí odkazy). Třísvazkový tvar „vydání poslední ruky“ je vydáván pod záštitou nadace Stiftung Gralsbotschaft Stuttgart pouze v knižní formě (s výjimkou několika ukázkových kapitol) a je k dostání v knihkupectvích.

## Překlad do českého jazyka, dalších jazyků a vydávání knih
Již ve 30. letech probíhalo překládání do jiných jazyků; v tehdejším Československu se jej ujali Josef a Jan Kovářové ze Zlína se spolupracovníky, ve velmi krátké době dílo přeložili a připravili k tisku, takže v r. 1932 bylo českým čtenářům k dispozici.
Také třísvazkové „vydání poslední ruky“ bylo rychle připraveno k tisku a vydáno česky již v roce 1948; část vydání už tehdejší čs. orgány zabavily a knihu zakázaly. Podkladem textu byl dosavadní překlad J. a J. Kovářových.
Prvé dva překlady se snažily o co možná doslovné znění, s těsnou vazbou na německý originál. V 60. letech se pak za účasti Jana Kováře připravil další překlad třísvazkového „vydání poslední ruky“ ve snaze o upřesnění pojmů a lepší češtinu textu. Překlad vyšel od r. 1967 dvakrát v Německu, po roce 1990 pak opakovaně v ČR v licenci nadace Stiftung Gralsbotschaft. Od roku 1990 se jej vydalo asi 45 000 výtisků. Poslední český překlad „Vydání poslední ruky“ v licenci nadace Stiftung Gralsbotschaft je z roku 2011, s důrazem na přesnost vyjádření a pokud možno čistý český jazyk.
Předválečné Velké vydání a „Doznívání“ má kromě původního předválečného překladu i novější český překlad z roku 2012, knižně je vydáván nakladatelstvím Plamen, které ho současně poskytuje čtenářům online zdarma (viz „Externí odkazy“). Tyto knihy se v nezkrácené formě v současnosti nově překládají do řady světových jazyků a nezávislí překladatelé tyto překlady většinou poskytují veřejnosti zdarma.

## Autorská práva
O autorská práva k Poselství Grálu a dalším Abd-ru-shinovým spisům se v minulosti vedly dva soudní spory.
Autor ustanovil, že „vydávání a šíření Poselství Grálu musí samozřejmě zůstat na celé zemi v jedněch vedoucích rukou“.
Po jeho smrti 1941 přešla autorská práva na jeho ženu Marii Bernhardtovou, a po jejím úmrtí v roce 1957 v souladu s rakouskými zákony na její děti. Již předtím, v roce 1952 však založila Marie Bernhardtová pro podporu šíření Poselství nadaci Stiftung Gralsbotschaft. Její dcera Irmingard Bernhardtová před svou smrtí v r. 1990 na nadaci převedla všechna autorská práva Poselství Grálu.
Z hlediska práva evropských zemí je tento postup bezchybný. V Brazílii však Irmingard Bernhardtová soudní spor s tamější organizací „Řád Grálu na Zemi“ v roce 1989 prohrála.
V druhém soudním sporu o zpochybnění autorských práv Stiftung Gralsbotschaft potvrdil Vrchní zemský soud ve Stuttgartu v březnu 2008 autorská práva na
Poselství Grálu nadaci Stiftung Gralsbotschaft.
Dnes jsou podle evropského práva autorská práva na dílo již zaniklá (70 let od smrti autora), v platnosti přitom zůstávají práva na autorství pozdějších překladů. Nadace Stiftung Gralsbotschaft Stuttgart však i nadále zajišťuje kromě vydávání i překlady do dalších jazyků. Dosud vyšlo Poselství („vydání poslední ruky“) v 18 jazycích v nákladu více než 1 milion výtisků. Z toho v češtině asi 45 000.

## Náboženské společnosti
Sám O. E. Bernhardt nezaložil žádnou společnost. V roce 1927 se vyjádřil: „I když radostně zdravím tato sdružení, přesto je nemohu vést, ani se účastnit jejich činnosti.“ V roce 1938 dal O. E. Bernhardt, v té době již zatčený gestapem a vědomý si rostoucího nebezpečí ze strany nacistů, dokonce pokyn ke zrušení všech stávajících spolků.
Dnes je největší náboženskou společností, vycházející z Poselství Grálu, Hnutí Grálu). Založila je po válce Marie Bernhardtová jako obnovení předválečných sdružení. Existuje v mnoha zemích. Nechce být církví a respektuje samostatné smýšlení svých stoupenců.
Podle vyjádření českého religionisty Zdeňka Vojtíška „příslušníky Hnutí Grálu bývají lidé s vyvinutým smyslem pro mravnost, pořádní a až trochu zákoničtí a upjatí. Bývá jim vlastní myšlenka práce na sobě a sebezlepšování.“
Kromě Hnutí Grálu existuje řada menších vzájemně odlišných seskupení.
Nutno dodat, že autorův požadavek svobody a samostatnosti v rozhodování, obsažený v knize, vede i problematicky smýšlející lidi k prezentování vlastních představ a zakládání vlastních skupin, v nichž kromě myšlenek Poselství Grálu někdy předkládají i vlastní, třebas i pochybné názory. Odtud pramení i tzv. "kuřimská kauza týraných dětí" z roku 2007; viz Hnutí Grálu.